# جرن السلق (السياني)

تعديل مصدري - تعديل

جرن السلق محلة تابعة لقرية الدخلة، التابعة لعزلة الهادس بمديرية السياني إحدى مديريات محافظة إب في الجمهورية اليمنية.، بلغ تعداد سكانها 284 حسب تعداد اليمن لعام 2004.